# San José de las Corrientes
San José de las Corrientes är en ort i Mexiko.   Den ligger i kommunen Vicente Guerrero och delstaten Durango, i den centrala delen av landet, 700 km nordväst om huvudstaden Mexico City. San José de las Corrientes ligger 2 132 meter över havet och antalet invånare är 445.
Terrängen runt San José de las Corrientes är kuperad åt nordost, men åt sydväst är den platt. Runt San José de las Corrientes är det glesbefolkat, med 16 invånare per kvadratkilometer. Närmaste större samhälle är Vicente Guerrero, 14,7 km väster om San José de las Corrientes. Omgivningarna runt San José de las Corrientes är i huvudsak ett öppet busklandskap.